# Olympische Jugend-Winterspiele 2024/Teilnehmer (Polen)
| Gelbes Symbol für Goldmedaillen mit stilisierten Olympischen Ringen | Graues Symbol für Silbermedaillen mit stilisierten Olympischen Ringen | Braundes Symbol für Bronzemedaillen mit stilisierten Olympischen Ringen |
| ------------------------------------------------------------------- | --------------------------------------------------------------------- | ----------------------------------------------------------------------- |
| 1                                                                   | —                                                                     | 2                                                                       |

Polen nahm mit 48 Athleten (31 Männer, 17 Frauen) an den Olympischen Jugend-Winterspielen 2024 in der südkoreanischen Provinz Gangwon teil.

## Medaillen

### Medaillenspiegel
| Rang   | Sportart       | Gold | Silber | Bronze | Gesamt |
| ------ | -------------- | ---- | ------ | ------ | ------ |
| 1      | Shorttrack     | 1    | —      | —      | 1      |
| 2      | Skispringen    | —    | —      | 1      | 1      |
| 2      | Eisschnelllauf | —    | —      | 1      | 1      |
| Gesamt | Gesamt         | 1    | 0      | 2      | 3      |

### Medaillengewinner
| Name/n            | Sportart       | Wettkampf     |
| ----------------- | -------------- | ------------- |
| Gold              |                |               |
| Anna Falkowska    | Shorttrack     | 500 m         |
| Bronze            |                |               |
| Łukasz Łukaszczyk | Skispringen    | Normalschanze |
| Hanna Mazur       | Eisschnelllauf | 1500 m        |

## Teilnehmer nach Sportart

### Biathlon
| Athleten                                                 | Wettbewerbe                           | Zeit        | Fehler          | Rang |
| -------------------------------------------------------- | ------------------------------------- | ----------- | --------------- | ---- |
| Frauen                                                   |                                       |             |                 |      |
| Majka Germata                                            | 6 km Sprint                           | 24:21,5 min | 3 (1+2)         | 48   |
| Majka Germata                                            | 10 km Einzel                          | 42:31,7 min | 5 (0+1+0+4)     | 25   |
| Amelia Liszka                                            | 6 km Sprint                           | 23:59,0 min | 7 (3+4)         | 41   |
| Amelia Liszka                                            | 10 km Einzel                          | 41:04,1 min | 4 (1+0+1+2)     | 18   |
| Gabriela Gąsienica                                       | 6 km Sprint                           | 25:24,8 min | 5 (3+2)         | 63   |
| Gabriela Gąsienica                                       | 10 km Einzel                          | 43:47,6 min | 4 (2+1+0+1)     | 40   |
| Männer                                                   |                                       |             |                 |      |
| Grzegorz Galica                                          | 7,5 km Sprint                         | 22:37,1 min | 4 (1+3)         | 09   |
| Grzegorz Galica                                          | 12,5 km Einzel                        | 45:30,8 min | 8 (2+1+2+3)     | 17   |
| Igor Kusztal                                             | 7,5 km Sprint                         | 25:11,0 min | 6 (4+2)         | 60   |
| Igor Kusztal                                             | 12,5 km Einzel                        | 50:08,8 min | 6 (3+0+1+2)     | 60   |
| Michał Szulczyński                                       | 7,5 km Sprint                         | DNF         | DNF             | DNF  |
| Michał Szulczyński                                       | 12,5 km Einzel                        | 52:43,3 min | 6 (1+1+1+3)     | 77   |
| Mixed                                                    |                                       |             |                 |      |
| Amelia Liszka Grzegorz Galica                            | Single-Mixed-Staffel (6 km + 7,5 km)  | 47:36,0 min | 5+16 (3+6 2+10) | 11   |
| Majka Germata Amelia Liszka Igor Kusztal Grzegorz Galica | Mixed-Staffel (2 × 6 km + 2 × 7,5 km) | 1:23:47,8 h | 6+15 (1+6 5+9)  | 10   |

### Bob
| Athleten          | Lauf 1  | Lauf 1 | Lauf 2  | Lauf 2 | Gesamt      | Gesamt |
| Athleten          | Zeit    | Rang   | Zeit    | Rang   | Zeit        | Rang   |
| ----------------- | ------- | ------ | ------- | ------ | ----------- | ------ |
| Männer            |         |        |         |        |             |        |
| Michał Mikołajski | 55,12 s | 5      | 55,48 s | 5      | 1:50,60 min | 5      |

### Eishockey
| Wettbewerb             | 3×3 Männer |
| ---------------------- | --- |
| Athleten               | Bartosz Kowalik Kacper Rydzoń Jan Matera Aleksander Wanat Adrian Strojny Radosław Kot Borys Dawid Adam Krajewski Adrian Bagienko Mateusz Myszka Artur Fraszko Wiktor Tańczyk Kajetan Domalewski |
| Vorrunde               | Kasachstan (8:18) Chinesisch Taipeh (10:8) Spanien (10:5) Großbritannien (17:7) Dänemark (7:11) Lettland (3:8) Österreich (3:2)                                                                 |
| Halbfinale             | ausgeschieden |
| Finale/Spiel um Bronze | ausgeschieden |
| Rang                   | 5 |

### Eisschnelllauf
| Athleten         | Wettbewerb | Zeit        | Rang   |
| ---------------- | ---------- | ----------- | ------ |
| Frauen           |            |             |        |
| Zofia Braun      | 500 m      | 41,76 s     | 13     |
| Zofia Braun      | 1500 m     | 2:09,90 min | 12     |
| Hanna Mazur      | 500 m      | 40,66 s     | 06     |
| Hanna Mazur      | 1500 m     | 2:05,13 min | Bronze |
| Männer           |            |             |        |
| Szymon Hostyński | 500 m      | 37,32 s     | 07     |
| Szymon Hostyński | 1500 m     | 2:03,38 min | 24     |
| Krzysztof Galach | 500 m      | 39,73 s     | 20     |
| Krzysztof Galach | 1500 m     | 2:01,88 min | 18     |

| Athleten                     | Wettbewerb  | Halbfinale  | Halbfinale | Finale        | Finale        |
| Athleten                     | Wettbewerb  | Zeit        | Rang       | Zeit          | Rang          |
| ---------------------------- | ----------- | ----------- | ---------- | ------------- | ------------- |
| Frauen                       |             |             |            |               |               |
| Zofia Braun                  | Massenstart | 6:31,80 min | 8          | 5:55,20 min   | 4             |
| Hanna Mazur                  | Massenstart | 6:27,52 min | 8          | 7.02,81 min   | 15            |
| Männer                       |             |             |            |               |               |
| Szymon Hostyński             | Massenstart | 5:37,52 min | 12         | ausgeschieden | ausgeschieden |
| Krzysztof Galach             | Massenstart | 6:23,28 min | 10         | ausgeschieden | ausgeschieden |
| Mixed                        |             |             |            |               |               |
| Szymon Hostyński Hanna Mazur | Staffel     | 3:23,02 min | 9          | ausgeschieden | ausgeschieden |

### Nordische Kombination
| Athleten        | Wettbewerb                     | Skispringen | Skispringen | Skispringen | Langlauf    | Langlauf | Rang |
| Athleten        | Wettbewerb                     | Weite       | Punkte      | Rang        | Zeit        | Rang     | Rang |
| --------------- | ------------------------------ | ----------- | ----------- | ----------- | ----------- | -------- | ---- |
| Männer          |                                |             |             |             |             |          |      |
| Kacper Jarząbek | Gundersen Normalschanze / 6 km | 102,5 m     | 118,1       | 10          | 15:22,7 min | 10       | 10   |
| Piotr Nowak     | Gundersen Normalschanze / 6 km | 96,0 m      | 105,8       | 16          | 16:45,8 min | 19       | 19   |

### Rennrodeln
| Athleten                                                         | Wettbewerb   | Lauf 1   | Lauf 1 | Lauf 2   | Lauf 2 | Gesamt       | Gesamt |
| Athleten                                                         | Wettbewerb   | Zeit     | Rang   | Zeit     | Rang   | Zeit         | Rang   |
| ---------------------------------------------------------------- | ------------ | -------- | ------ | -------- | ------ | ------------ | ------ |
| Frauen                                                           |              |          |        |          |        |              |        |
| Oliwia Dawidowska                                                | Einsitzer    | 49,006 s | 10     | 49,235 s | 13     | 1:38,241 min | 10     |
| Emilia Nosal                                                     | Einsitzer    | 48,504 s | 5      | 48,886 s | 8      | 1:37,390 min | 7      |
| Zuzanna Jędrzejczyk Zuzanna Pieron                               | Doppelsitzer | 49,449 s | 6      | 49,396 s | 5      | 1:38,845 min | 6      |
| Männer                                                           |              |          |        |          |        |              |        |
| Michał Gancarczyk                                                | Einsitzer    | 48,047 s | 15     | 48,117 s | 16     | 1:36,164 min | 15     |
| Karol Warzybok Cyprian Dybalski                                  | Doppelsitzer | 52,963 s | 11     | 49,344 s | 8      | 1:42,307 min | 10     |
| Mixed                                                            |              |          |        |          |        |              |        |
| Emilia Nosal Michał Gancarczyk Karol Warzybok / Cyprian Dybalski | Teamstaffel  | —        | —      | —        | —      | 2:33.528     | 6      |

### Shorttrack
| Athleten         | Wettbewerb | Vorläufe     | Vorläufe | Viertelfinale | Viertelfinale | Halbfinale    | Halbfinale    | Finale A/B             | Finale A/B    | Rang |
| Athleten         | Wettbewerb | Zeit         | Rang     | Zeit          | Rang          | Zeit          | Rang          | Zeit                   | Rang          | Rang |
| ---------------- | ---------- | ------------ | -------- | ------------- | ------------- | ------------- | ------------- | ---------------------- | ------------- | ---- |
| Frauen           |            |              |          |               |               |               |               |                        |               |      |
| Anna Falkowska   | 500 m      | 44,870 s     | 1        | 44,545 s      | 1             | 44,231 s      | 1             | A-Finale: 44,314 s     | 1             | Gold |
| Anna Falkowska   | 1000 m     | 1:39,019 min | 1        | 1:36,283 min  | 2             | 1:32,543 min  | 2             | A-Finale: 1:41,897 min | 4             | 4    |
| Anna Falkowska   | 1500 m     | —            | —        | 2:33,821 min  | 2             | PEN           | PEN           | ausgeschieden          | ausgeschieden | 20   |
| Kornelia Woźniak | 500 m      | 45,021 s     | 1        | 44,637 s      | 2             | 44,403 s      | 3             | A-Finale: 45,179 s     | 4             | 4    |
| Kornelia Woźniak | 1000 m     | 1:38,167 min | 2        | 1:33,350 min  | 4             | ausgeschieden | ausgeschieden | ausgeschieden          | ausgeschieden | 14   |
| Kornelia Woźniak | 1500 m     | —            | —        | 3:05,255 min  | 4             | ausgeschieden | ausgeschieden | ausgeschieden          | ausgeschieden | 25   |
| Männer           |            |              |          |               |               |               |               |                        |               |      |
| Krzysztof Mądry  | 500 m      | PEN          | PEN      | ausgeschieden | ausgeschieden | ausgeschieden | ausgeschieden | ausgeschieden          | ausgeschieden | PEN  |
| Krzysztof Mądry  | 1000 m     | 1:56,256 min | 3        | 1:30,492 min  | 4             | ausgeschieden | ausgeschieden | ausgeschieden          | ausgeschieden | 16   |
| Krzysztof Mądry  | 1500 m     | —            | —        | 2:28,759 min  | 5             | ausgeschieden | ausgeschieden | ausgeschieden          | ausgeschieden | 24   |

### Ski Alpin
| Athleten            | Wettbewerb         | Lauf 1  | Lauf 1 | Lauf 2  | Lauf 2 | Gesamt      | Gesamt |
| Athleten            | Wettbewerb         | Zeit    | Rang   | Zeit    | Rang   | Zeit        | Rang   |
| ------------------- | ------------------ | ------- | ------ | ------- | ------ | ----------- | ------ |
| Frauen              |                    |         |        |         |        |             |        |
| Nikola Komorowska   | Super-G            | —       | —      | —       | —      | 55,52 s     | 17     |
| Nikola Komorowska   | Alpine Kombination | 58,23 s | 19     | 52,75 s | 9      | 1:50,98 min | 15     |
| Nikola Komorowska   | Riesenslalom       | DNF     | DNF    | DNF     | DNF    | DNF         | DNF    |
| Nikola Komorowska   | Slalom             | 52,72 s | 22     | 50,46 s | 21     | 1:43,18 min | 19     |
| Männer              |                    |         |        |         |        |             |        |
| Stanisław Sarzyński | Super-G            | —       | —      | —       | —      | DNF         | DNF    |
| Stanisław Sarzyński | Alpine Kombination | 56,02 s | 22     | 55,80 s | 10     | 1:51,82 min | 14     |
| Stanisław Sarzyński | Riesenslalom       | 49,58 s | 6      | DNF     | DNF    | DNF         | DNF    |
| Stanisław Sarzyński | Slalom             | DNF     | DNF    | DNF     | DNF    | DNF         | DNF    |

| Athleten                              | Wettbewerbe | Achtelfinale | Achtelfinale | Viertelfinale | Viertelfinale | Halbfinale    | Halbfinale    | Finale        | Finale        | Rang |
| Athleten                              | Wettbewerbe | Gegner       | Punkte       | Gegner        | Punkte        | Gegner        | Punkte        | Gegner        | Punkte        | Rang |
| ------------------------------------- | ----------- | ------------ | ------------ | ------------- | ------------- | ------------- | ------------- | ------------- | ------------- | ---- |
| Mixed                                 |             |              |              |               |               |               |               |               |               |      |
| Nikola Komorowska Stanisław Sarzyński | Mannschaft  | GER          | 2:2 1        | ausgeschieden | ausgeschieden | ausgeschieden | ausgeschieden | ausgeschieden | ausgeschieden | 10   |

### Skilanglauf
| Athleten                                                     | Wettbewerb       | Zeit        | Rang |
| ------------------------------------------------------------ | ---------------- | ----------- | ---- |
| Frauen                                                       |                  |             |      |
| Julia Rucka                                                  | 7,5 km klassisch | 25:34,7 min | 39   |
| Laura Wantulok                                               | 7,5 km klassisch | 25:43,3 min | 40   |
| Klaudia Radomyska                                            | 7,5 km klassisch | 24:54,5 min | 33   |
| Männer                                                       |                  |             |      |
| Karol Stachoń                                                | 7,5 km klassisch | 22:29,8 min | 45   |
| Antoni Żółkiewski                                            | 7,5 km klassisch | 22:00,0 min | 41   |
| Jan Zwatrzko                                                 | 7,5 km klassisch | 21:41,4 min | 37   |
| Mixed                                                        |                  |             |      |
| Julia Rucka Antoni Żółkiewski Klaudia Radomyska Jan Zwatrzko | 4 × 5 km Staffel | 57:18,8 min | 14   |

| Athleten          | Wettbewerb      | Qualifikation | Qualifikation | Viertelfinale | Viertelfinale | Halbfinale    | Halbfinale    | Finale        | Finale        | Rang |
| Athleten          | Wettbewerb      | Zeit          | Rang          | Zeit          | Rang          | Zeit          | Rang          | Zeit          | Rang          | Rang |
| ----------------- | --------------- | ------------- | ------------- | ------------- | ------------- | ------------- | ------------- | ------------- | ------------- | ---- |
| Frauen            |                 |               |               |               |               |               |               |               |               |      |
| Klaudia Radomyska | Sprint Freistil | 3:45,92 min   | 25            | 3:50,14 min   | 5             | ausgeschieden | ausgeschieden | ausgeschieden | ausgeschieden | 22   |
| Laura Wantulok    | Sprint Freistil | 3:49,66 min   | 31            | ausgeschieden | ausgeschieden | ausgeschieden | ausgeschieden | ausgeschieden | ausgeschieden | 31   |
| Julia Rucka       | Sprint Freistil | 3:53,87 min   | 38            | ausgeschieden | ausgeschieden | ausgeschieden | ausgeschieden | ausgeschieden | ausgeschieden | 38   |
| Männer            |                 |               |               |               |               |               |               |               |               |      |
| Jan Zwatrzko      | Sprint Freistil | 3:12,33 min   | 27            | 3:11,08 min   | 5             | ausgeschieden | ausgeschieden | ausgeschieden | ausgeschieden | 24   |
| Antoni Żółkiewski | Sprint Freistil | 3:15,51 min   | 34            | ausgeschieden | ausgeschieden | ausgeschieden | ausgeschieden | ausgeschieden | ausgeschieden | 33   |
| Karol Stachoń     | Sprint Freistil | 3:23,16 min   | 46            | ausgeschieden | ausgeschieden | ausgeschieden | ausgeschieden | ausgeschieden | ausgeschieden | 45   |

### Skispringen
| Athleten                                                     | Wettkampf                | 1. Durchgang                  | 1. Durchgang | 1. Durchgang | 2. Durchgang                  | 2. Durchgang | 2. Durchgang | Gesamt | Gesamt |
| Athleten                                                     | Wettkampf                | Weite                         | Punkte       | Rang         | Weite                         | Punkte       | Rang         | Punkte | Rang   |
| ------------------------------------------------------------ | ------------------------ | ----------------------------- | ------------ | ------------ | ----------------------------- | ------------ | ------------ | ------ | ------ |
| Frauen                                                       |                          |                               |              |              |                               |              |              |        |        |
| Pola Bełtowska                                               | Normalschanze            | 81,5 m                        | 61,2         | 16           | 86,5 m                        | 70,2         | 14           | 14     | 131,4  |
| Sara Tajner                                                  | Normalschanze            | 68,5 m                        | 28,9         | 25           | 77,0 m                        | 47,8         | 22           | 22     | 76,7   |
| Männer                                                       |                          |                               |              |              |                               |              |              |        |        |
| Łukasz Łukaszczyk                                            | Normalschanze            | 105,0 m                       | 113,9        | 1            | 108,5 m                       | 95,8         | 10           | 209,7  | Bronze |
| Kacper Tomasiak                                              | Normalschanze            | 104,5 m                       | 112,5        | 2            | 95,0 m                        | 90,5         | 12           | 203,0  | 7      |
| Mixed                                                        |                          |                               |              |              |                               |              |              |        |        |
| Sara Tajner Kacper Tomasiak Pola Bełtowska Łukasz Łukaszczyk | Normalschanze Mannschaft | 77,5 m 107,0 m 84,5 m 101,5 m | 351,6        | 6            | 70,5 m 107,0 m 84,5 m 102,0 m | 361,7        | 5            | 713,3  | 5      |